# Zenete d'Algèria occidental

Mapa de les zones de parla amaziga del nord-oest d'Algèria

El Zenete d'Algèria occidental és un grup difús de dialectes de les llengües zenetes amazigues parlat al nord-oest d'Algèria, a l'oest de la capital Alger.
El grup zenete d'Algèria occidental de dialectes amazics inclou el chenoua (amb les varietats gouraya) i snous. També comprèn els dialectes amazics parlats a petites àrees de Blida, Medea, Miliana i Ouarsenis (p. ex. el shelif de Blench) així com els dialectes propers (o gairebé?) a l'extinció d'Achaacha, Aït H'lima i Bathia, per a la majoria dels quals hom no disposa de dates lingüístiques.